# Clinopodium fauriei
Clinopodium fauriei là một loài thực vật có hoa trong họ Hoa môi. Loài này được (H.Lév. & Vaniot) H.Hara mô tả khoa học đầu tiên năm 1935.